# Constante de Fransén-Robinson
La constante de Fransén-Robinson, portant les noms de Arne Fransén et Herman P. Robinson, apparaît en analyse, dans l'étude de la fonction gamma, définie par :
{\displaystyle \Gamma :z\mapsto \int _{0}^{+\infty }t^{z-1}\,\mathrm {e} ^{-t}\,\mathrm {d} t}.
La constante de Fransén-Robinson est égale à l'intégrale de la fonction gamma inverse sur le demi-axe des réels positifs,:
{\displaystyle F=\int _{0}^{+\infty }{\frac {1}{\Gamma (x)}}\,\mathrm {d} x}.
On ne sait pas si l'on peut exprimer F à l'aide de sommes, produits ou puissances et de constantes ou fonctions usuelles.
La constante de Fransén-Robinson a pour valeur 2,807… (suite A058655 de l'OEIS) et pour fraction continue [2 ; 1, 4, 4, 1, 18, 5, 1, 3, 4, 1, 5, 3, 6, …] (suite A046943 de l'OEIS).
Elle s'exprime aussi par
{\displaystyle F=\mathrm {e} +\int _{0}^{+\infty }{\frac {\mathrm {e} ^{-x}}{\pi ^{2}+\ln ^{2}x}}\,\mathrm {d} x}.